# Kurt-Jürgen Freiherr von Lützow
Kurt-Jürgen Freiherr von Lützow (7 de agosto de 1892 - 20 de julio de 1961) fue un general alemán durante la II Guerra Mundial que fue condecorado con la Cruz de Caballero de la Cruz de Hierro con hojas de roble, concedida por la Alemania Nazi por liderazgo militar con éxito.
Lützow nació cerca de Marienwerder. Se rindió al Ejército Rojo en el curso de la Operación Bagration soviética de 1944 en un cerco cerca de Bobruisk. En Moscú el 29 de junio de 1950, fue sentenciado a 25 años de prisión por crímenes de guerra. En enero de 1956 fue liberado de prisión y repatriado.

## Condecoraciones
- Cruz de Hierro (1914) 2ª Clase (29 de septiembre de 1914) & 1ª Clase (16 de marzo de 1916)[2]
- Broche de la Cruz de Hierro (1939) 2ª Clase (14 de septiembre de 1939) & 1ª Clase (13 de octubre de 1939)[2]
- Cruz de Caballero de la Cruz de Hierro con hojas de roble
  - Cruz de Caballero el 15 de agosto de 1940 como Oberst y comandante del Infanterie-Regiment 89[3]
  - 37ª Hojas de Roble el 21 de octubre de 1941 como Oberst y comandante del Infanterie-Regiment 89[3]